# Grace Frick
Grace Frick (Kansas City, 12 gennaio 1903 – Northeast Harbor, 18 novembre 1979) è stata una traduttrice statunitense, in particolare di diverse opere scritte dalla sua compagna Marguerite Yourcenar.

## Biografia
Laureatasi al Wellesley College nel 1925, nel 1927 ottenne un Master's degree a Wellesley. Con lo scoppio della seconda guerra mondiale e la conseguente carenza di insegnanti maschi impegnati nella guerra, ella ottenne un posto di insegnante presso l'Hartford Junior College for women, Columbia, Missouri e al Barnard College di New York City. Durante un viaggio a Parigi nel 1937 conobbe Marguerite Yourcenar e la invitò nel New Haven mentre lei finiva la tesi presso la Yale University. La scrittrice rimase molti mesi ma tornò in Francia nell'estate 1938 dove scrisse Il colpo di grazia, romanzo centrato su una relazione a tre, con la voce narrante ricalcante la persona di Grace. 
Nel 1939 Yourcenar si trasferì definitivamente negli USA vivendo da allora in poi con Grace che fu la sua traduttrice, amministratrice della casa e compagna: a lei la scrittrice francese dedicò idealmente le Memorie di Adriano, anche se l'opera non riporta esplicitamente alcuna dedica.
Frick fu anche insegnante di inglese a Hartford, al Connecticut College for Women (ora Connecticut College), New London, Connecticut. Quando era a Hartford, assieme a Yourcenar, fu attiva nella comunità artistica del Wadsworth Atheneum guidata da Arthur Everett Austin.
Dal 1943 alla morte per cancro nel 1979, visse con Yourcenar nella casa  "La Petite Plaisance" acquistata insieme in Northeast Harbor sull'isola di Mount Desert. Sono entrambe sepolte nel cimitero Brookside Cemetery sull'isola. Accanto c'è anche la tomba di Jerry Wilson, l'ultimo compagno di Yourcenar morto di AIDS nel 1986.